# Filipe Estevez
Felipe Pinheiro Estevez (ur. 2 września 1989) – brazylijski zapaśnik walczący w stylu wolnym. Złoty medalista mistrzostw Ameryki Południowej w 2015 i 2017, a srebrny w 2016. Szósty na mistrzostwach panamerykańskich w 2015 roku.